# Pleurothallis mundula
Pleurothallis mundula är en orkidéart som beskrevs av Carlyle August Luer och Rodrigo Escobar. Pleurothallis mundula ingår i släktet Pleurothallis och familjen orkidéer. Inga underarter finns listade i Catalogue of Life.